# Wasiljewskoje (rejon kaliniński)
Wasiljewskoje (ros. Васильевское) – wieś (sieło) w Rosji, w obwodzie twerskim, w rejonie kalinińskim. W 2010 liczyła 182 mieszkańców.